# Saptamatrika

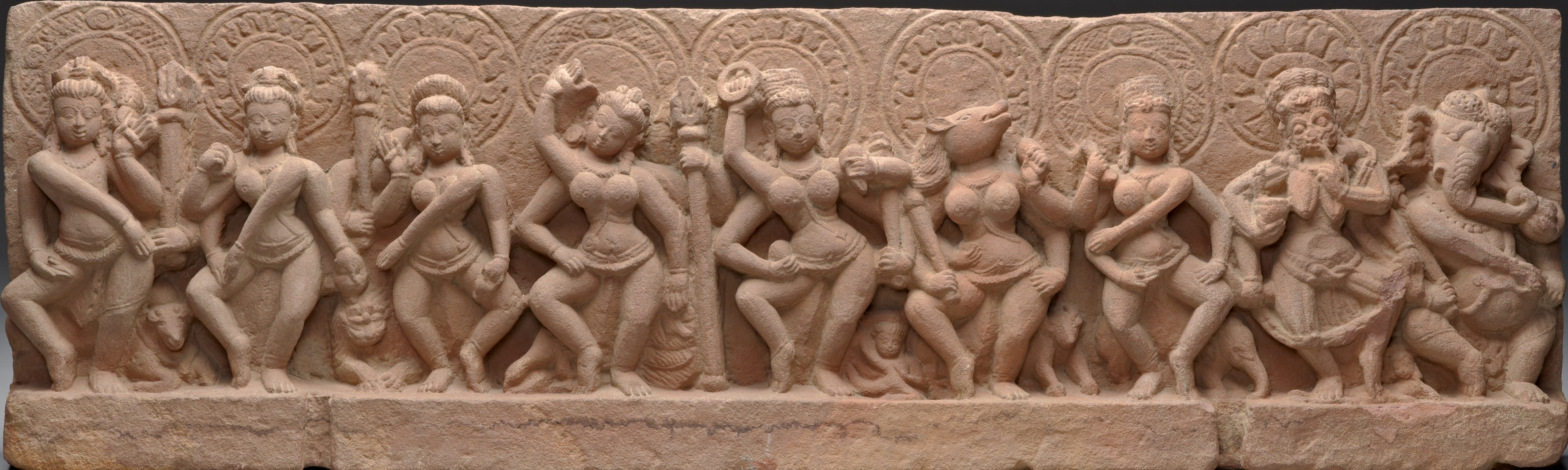
De Saptamatrika met links Shiva en rechts Ganesha

De Saptamatrika zijn zeven moedergodinnen (Devi) in het hindoeïsme. De godinnen geven hun echtgenoten energie (Shakti).
De Saptamatrika werden wel vereenzelvigd met de zeven sterren van de Plejaden. De Saptamatrika kwamen op in de 7e eeuw en kwamen algemeen voor in tempels in de 9e eeuw. In Zuid-India worden de Saptamatrika vereerd, terwijl in Nepal de acht moedergodinnen van de Ashtamatrika vereerd worden. In Bhaktapur wordt een negende Matrika toegevoegd. Er is ook een verering van tien Mahavidya.
De Matrikas zijn vooral belangrijk in het Tantrisme. In het Shaktisme vechten ze samen met Devi tegen de Asura. Sommigen zien ze als Shaiva-godinnen. Ze houden verband met de oorlogsgod Murugan. In de vroege vermeldingen werden de Matrikas aangeroepen voor zwangerschap, bevalling en kinderziekten. Zegels met zeven godinnen zijn gevonden in de Indusvallei.
De Rigveda vermeldt zeven moedergodinnen die Soma bereiden. De Mahabharata beschrijft de zeven godinnen. Tegen de 5e eeuw zijn de Matrikas tantrische godinnen. Tijdens de Kushana periode van de 1e tot de 3e eeuw verschijnen stenen beelden van de matrikas.
Varahamihira zegt in de Brihat Samhita dat moeders hindoegodinnen met hun namen moeten kennen.

## Lijst van godinnen
De zeven moedergodinnen en hun echtgenoten zijn:
1. Brahmani met Brahma
2. Vaishnavi met Vishnu
3. Maheshvari met Shiva
4. Sachi met Indra
5. Kaumari met Kartikeya
6. Varahi met Varaha
7. Chamunda met Chandi

Soms komen daarbij nog:
1. Pratyangira met Narasimha
2. Vinayaki met Ganesha